# Max Desfor
Noarn Mitchell Max Desfor (* 8. November 1913 in der Bronx (New York City); † 19. Februar 2018 in Silver Spring, Maryland) war ein amerikanischer Fotograf. Für seine Fotoberichterstattung aus dem Koreakrieg gewann er 1951 den Pulitzer-Preis für Fotografie.

## Leben und Wirken
Der Sohn osteuropäischer Immigranten besuchte nach der High School für ein Jahr das Brooklyn College. 1933 fing Desfor bei der Nachrichtenagentur Associated Press (AP) an, zunächst als Bote und Dunkelkammerassistent, wobei er sich das Fotografieren selbst beibrachte. 1938 wurde er zunächst Pressefotograf im Baltimorer Büro von AP, ab 1939 war er im Washingtoner Büro tätig. 1942 wurde er zum Fotoredakteur befördert. Als Kriegsberichterstatter bei der United States Navy kam er 1944 zum Stab von Admiral Chester W. Nimitz. Er fotografierte die Enola Gay nach dem Atombombenabwurf auf Hiroshima bei ihrer Landung auf Tinian und nahm an der Landung in Yokosuka im August 1945 teil. Er berichtete über die offizielle japanische Kapitulation auf der Missouri, über die Kriegsverbrecherprozesse in Manila, den Indonesischen Unabhängigkeitskrieg, den Kaschmir-Konflikt und die Trauerfeiern nach der Ermordung Mahatma Gandhis.
Nachdem Desfor 1949 kurzzeitig in Rom für AP gearbeitet hatte, berichtete er ab 1950 aus dem Koreakrieg. Hier gelang ihm im Winter 1950 eines der bekanntesten Fotos des Krieges. Desfor war mit dem Fallschirm im Kriegsgebiet südlich des Yalu abgesprungen, um eine Offensive der amerikanischen Truppen zu begleiten. Dabei geriet er in den Gegenangriff der chinesischen „Volksfreiwilligenarmee“. Auf dem Rückzug beobachtete er am Taedong Fluss, wie koreanische Zivilisten auf der Flucht am 5. Dezember 1950 versuchten, den Fluss über die zerstörte Taedong-Brücke in Pjöngjang zu überqueren. Eines der Fotos, die Desfor davon machte, mit dem Titel Flight of Refugees Across Wrecked Bridge in Korea bzw. The Bridge at Pyongyang, gewann 1951 den Pulitzer-Preis in der Kategorie Pressefotografie. Die Jury würdigte Desfors Fotografie:

“The Korean warfront pictures by Max Desfor of the Associated Press represent camera reporting of so outstanding a nature as to sweep aside single-shot entries of the competition. Any single selection from the album [of 56 pictures] would leave out many equally worthy shots and would not convey the comprehensive and distinguished nature of Desfor's work. The possible exception would be this startling picture of the Koreans scrambling for their lives across the wrecked bridge.”

„Die Kriegsbilder aus Korea von Max Desfor von Associated Press stellen eine so herausragende Fotoberichterstattung dar, dass sie die Einzelbilder-Beiträge im Wettbewerb beiseite fegen. Jede einzelne Wahl aus dem Album [von 56 Bildern] würde viele ebenso preiswürdige Aufnahmen auslassen und der umfassenden und herausragenden Natur von Desfors Arbeit nicht gerecht werden. Die mögliche Ausnahme wäre dieses aufrüttelnde Bild der Koreaner, die auf der zerstörten Brücke um ihr Leben klettern.“

Von 1954 bis 1978 leitete Desfor bei AP den Bereich „Wide World photos“. Ab 1968 war er dabei leitender Fotoredakteur für den asiatischen Raum in Tokio. Nach seiner Zeit bei AP arbeitete er noch bis 1983 als Fotoredakteur in leitender Funktion für U.S. News & World Report.

## Veröffentlichungen
- The Korean War Through the Camera of an American War Correspondent. In: Philip West und Ji-moon Suh (Hrsg.). Remembering the “Forgotten War”. The Korean War Through Literature and Art. M.E. Sharpe, Armonk, N.Y. 2001,  ISBN 9781317461036 (Study of the Maureen and Mike Mansfield Center), S. 77–91.